# Блакитний потік

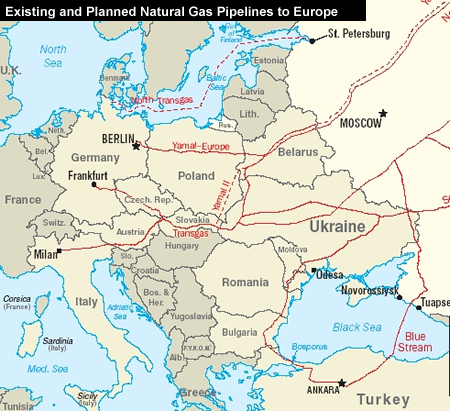
Існуючі та плановані російські газопроводи в Європу

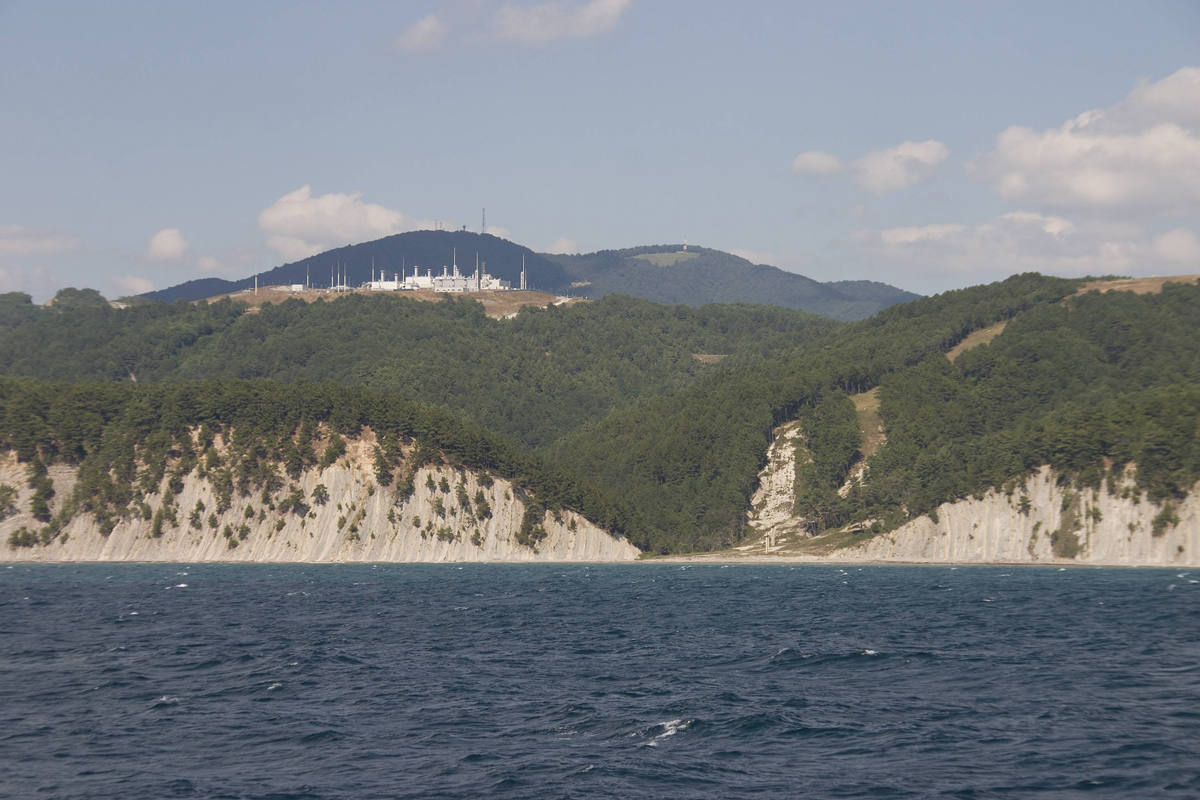
Компресорна станція «Берегова», вид з моря; видно просіку, в якій знаходиться закопаний газопровід

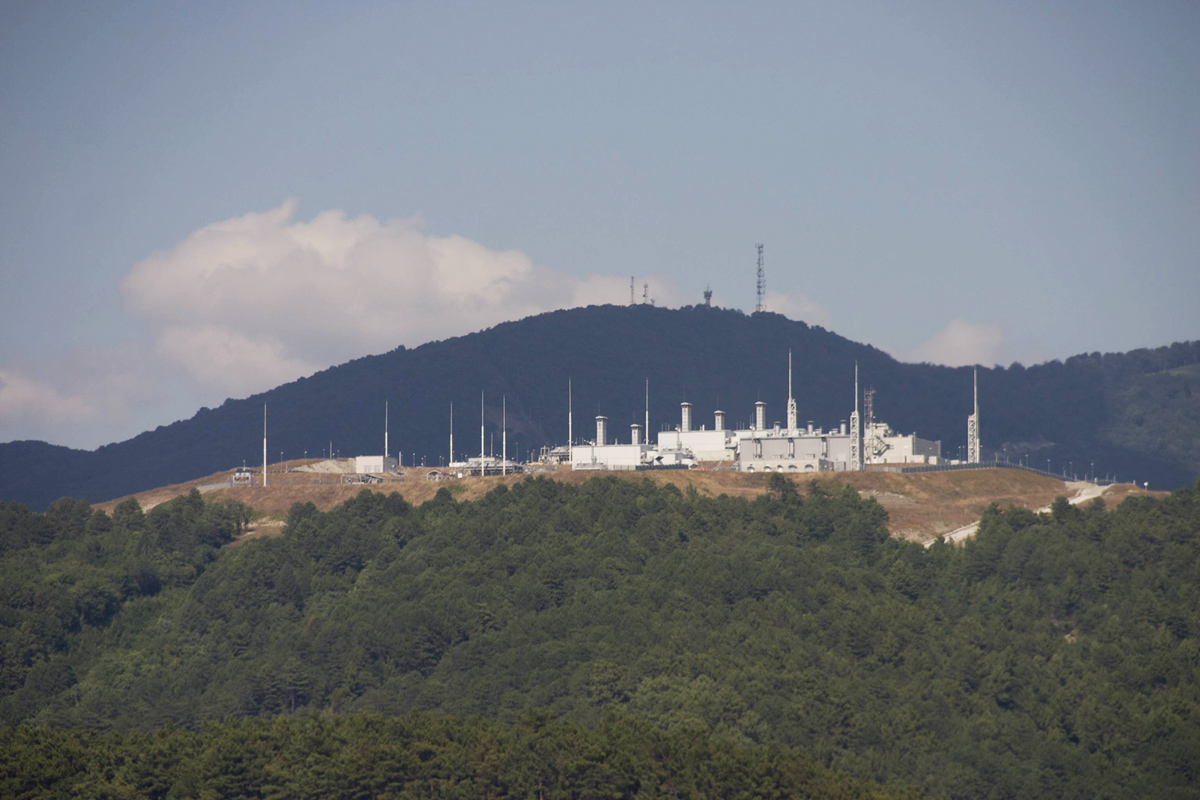
Компресорна станція «Берегова»

«Блакитний потік» — газопровід між Росією і Туреччиною, прокладений по дну Чорного моря.

## Загальні дані
Загальна протяжність газопроводу - 1213 км, з них:
- сухопутна ділянка на російській стороні від міста Ізобільний Ставропольського краю до села Архипо-Осиповка Краснодарського краю на узбережжі Чорного моря довжиною 373 км;
- морська ділянка від Архипо-Осиповки до терміналу «Дурусу», розташованого в 60 км від міста Самсун (Туреччина) довжиною 396 км;
- сухопутна ділянка на турецькій стороні від міста Самсун до міста Анкара довжиною 444 км.

Діаметр труби газопроводу: рівнинна частина сухопутної ділянки - 1400 мм, гірська частина сухопутної ділянки - 1200 мм, морська ділянка - 610 мм.
Ресурс для проекту подали по трубопроводу Починки – Ізобільний. В 2016-му компресорну станцію Коренівська на трубопроводі Писарівка – Анапа сполучили перемичкою з компресорною станцією Кубанська газопроводу Блакитний потік, що дозволило створити для останнього додаткову ресурсну базу.
Від російської ділянки Блакитного потоку отримують живлення газопровід Джубга – Сочі та Джубгинська ТЕС.

## Будівництво
Трубопровід «Блакитний потік» був побудований в рамках російсько-турецької угоди від 1997, за якою Росія повинна поставити до Туреччини 364,5 млрд куб. м газу в 2000 - 2025 рр. У 1999 році був підписаний Протокол про взаємне застосування сторонами пільгового податкового режиму до проекту «Блакитний потік». Контракт на поставку газу з турецькою стороною було складено за принципом «take or pay» (у разі невибору запланованих обсягів поставок Туреччина повинна була сплатити весь запланований обсяг). Планувалося, що в 2010 газопровід вийде на повну потужність (16 млрд м³ газу на рік). 
Витрати на будівництво склали $ 3,2 млрд. Будівництво здійснювалось російсько-італійською компанією «Блю стрим пайплаін компані Б. В.», якою в рівних частках володіли «Газпром» і італійська Eni. Зараз ця компанія виступає власником морської ділянки газопроводу, включаючи компресорну станцію «Берегова» в Архипо-Йосипівці (найбільш потужну у світі).
Будівництво офшорної частини систем виконали трубоукладальні судна "Saipem 7000" (глибоководна частина) та "Castoro Otto" (до 380 метрів). Труби прибували в порт Самсун, де плавучий кран великої вантажопідйомності "Taklift 4" перевантажував їх на баржі, які транспортували їх до "Saipem 7000".
Існували плани будівництва продовження газопроводу в Ізраїль, Італію, а також розширення потужності в 2 рази - до 32 млрд м³ на рік, втім, у підсумку напркінці 2010-х спорудили нову систему Турецький потік.

## Експлуатація
Комерційні поставки російського природного газу по «Блакитному потоку» до Туреччини почалися в лютому 2003 року .
Пропускна спроможність першої черги становить 16 млрд м³.
Відповідно до контракту Росія в 2003 році повинна була поставити до Туреччини 2 млрд м³ газу, в 2004 році - 4 млрд м³, і далі до 2010 року поставки повинні були збільшуватися на 2 млрд м³ щорічно - до 16 млрд м³ газу на рік.
У 2003 по «Блакитному потоку» в Туреччину поставлено 2 млрд м³ газу, 2004 - 3,2  млрд м³, 2005 - 5 млрд м³, 2006 - 7,5 млрд м³, 2007 - 9,5  млрд м³, 2008 - 10,1, 2010 - 12.
Оператори «Блакитного потоку» - «Газпром експорт» і турецька Botaş.